# 原種行
原 種行（はら たねゆき、1908年（明治41年）9月3日 - 1969年（昭和44年）3月30日）は、日本の歴史学者。専門は西洋史、科学史。旧制東京高等学校講師、岡山大学教授などを歴任した。
太平洋戦争開戦前、内閣直属のシンクタンクであった総力戦研究所の第一期研究生に選抜されたことで知られる。同研究所が実施した日米戦争の机上演習において、日本の国力では長期戦は維持できず敗北に至るとの予測を立て、開戦に反対した。また、将来登場する新兵器として原子爆弾の可能性を指摘した。戦後は岡山大学で教鞭をとり、地域の歴史研究にも貢献した。

## 来歴

### 戦前期の活動
1908年（明治41年）9月3日、東京市に生まれる。私立青山学院中学部、第一高等学校文科乙類を経て、1932年（昭和7年）3月に東京帝国大学文学部西洋史学科を卒業した。同年3月より東京帝国大学文学部副手を務める。1934年（昭和9年）に第一次世界大戦におけるドイツの敗因を分析した『ドイツのマルヌ敗戦とヘンチ中佐派遣の問題』を自家出版し、研究者としてのキャリアを開始した。
1937年（昭和12年）11月、東京高等学校講師に就任。高等学校で教鞭をとる傍ら研究を続け、1939年（昭和14年）には雄山閣の叢書の一冊として『大正昭和時代史』を、翌1940年（昭和15年）には『近世科学史』や、清水英一との共著『数学史新講』を出版するなど、科学史の分野でも活発な著作活動を行った。当時の歴史学界では平泉澄を中心とする皇国史観が主流であったが、原は統計などの科学的手法を歴史分析に導入しようとする若手研究者の一人であった。

### 総力戦研究所時代
1941年（昭和16年）、近衛文麿内閣が設立した総力戦研究所の第一期研究生（平均年齢33歳）の一員として、民間の学識者から選抜された。同研究所は、日米間の戦争が勃発した場合の国家総力戦の展開をシミュレーションする目的で設置された機関であり、原は官僚や軍人とともに研究にあたった。
同年夏に行われた机上演習では、研究生らが模擬内閣を組織し、原は「大政翼賛会副総裁」役を務めた。この演習において、原が所属した模擬内閣は、物量や経済力に関するデータを分析した結果、「緒戦の勝利は可能だが、その後の長期戦において日本の国力は消耗し、ソ連の参戦もあって最終的に敗北は必至である」という結論を導き出した。この予測は、当時の東條英機陸軍大臣ら政府首脳にも報告されたが、国策の決定に影響を与えることはなかった。
さらに原は、研究生として提出したレポートの中で、将来の戦争で用いられる技術として、成層圏を飛行する長距離兵器や、原子爆弾の登場を予見していた。彼は、戦争遂行において精神論に頼ることを厳しく戒め、生産力や資源を合理的に配分する計画経済への移行が不可欠であると主張した。この先見性は、原が科学史に深い知見を有していたことの証左であり、戦時下の日本にあって極めて冷静かつ客観的な分析であったと評価されている。
研究所での原の役割は単なる研究生に留まらなかった。内部資料である「昭和十七年度教務関係書類」などで「原種行編」との記載が見られることから、研究所の運営実務にも深く関与していたことが示唆されている。また、1944年（昭和19年）には、その功績により政府から位階を授与する「叙位」の対象として名が挙げられた公文書が残っている。

### 戦後
終戦後、原は公職追放の対象となることなくアカデミズムの世界に戻る。1945年（昭和20年）4月から文部省嘱託、翌1946年（昭和21年）からは学術研究会議の研究員兼調査課長を務めた。1946年（昭和21年）4月に津田塾専門学校講師、1949年（昭和24年）9月に神戸大学非常勤講師となるなどの活動を経て、1953年（昭和28年）年4月に岡山大学法文学部へ赴任した。
岡山大学では西洋史の講座を担当した。戦前は日本の近現代史や科学史を主な研究領域としていたが、戦後は研究の軸足をフランス近代史、特にアンシャン・レジーム期の社会経済史へと移した。総力戦研究所で培った計量的な分析手法を発展させ、統計データを用いて革命前夜のフランスにおける土地所有の分布や農民層の分解を数学的に解析しようと試みる一連の論文を、岡山大学の紀要や『岡山史学』誌上で発表した。
研究・教育活動の傍ら、地域の学術振興にも尽力し、岡山史学会では創立以来理事を務め、後年は理事長として学会の発展に貢献した。1969年（昭和44年）3月30日、教授在職中に岡山大学医学部附属病院にて逝去。享年60。没後、その蔵書や研究資料は遺族より岡山史学会へ寄贈された。

## 評価
作家の半藤一利や猪瀬直樹は、総力戦研究所における原の分析を「先見の明があった」と評価している。特に、国力や資源の客観的データに基づき「日本必敗」を予測した点は、精神論が優勢だった当時の日本の指導層に対する痛烈な批判として描き出されることが多い。その一方で、こうした合理的な分析がなぜ国策決定に活かされなかったのかという問題は、日本の組織における意思決定の構造的欠陥を示す事例として、後世の研究者によって繰り返し参照されている。
原の学問的特徴は、科学史研究で培った知見を歴史分析に導入した点にある。皇国史観が学界の主流を占める戦前の状況下で、統計などの科学的手法を駆使しようとした姿勢は、戦後の社会経済史研究へと繋がるものであった。

## 著作

### 単著
- 『ドイツのマルヌ敗戦とヘンチ中佐派遣の問題』自家出版、1934年[7]
- 『大正昭和時代史』雄山閣〈新講大日本史 第8巻〉、1939年[8]
- 『近世科学史』山雅房〈科学史叢書 第1巻〉、1940年[9]
- 『世界史概説 上巻・下巻』三和書房、1958-1962年
- 『近代科学の発展』至文堂〈近代の科学〉、1961年
- 『第一次世界大戦と世界の変貌』学燈社〈学燈文庫〉、1966年

### 共著
- （清水英一）『数学史新講』賢文館、1940年[10]
- （共編）『世界の歴史 第4巻 ゆれるアジア』中央公論社、1961年
- （共編）『世界の歴史 第7巻 文芸復興』中央公論社、1962年

### 論文
- 「三国干渉後の極東情勢と独露協商関係」『歴史学研究』第125号、1946年
- 「大戦間における独ソ関係」『岡山史学』第1号、1950年
- "Slavery, Serfdom etc. in the Light of a Theory of Stages." 『岡山大学法文学部学術紀要』第7号、1956年
- "A Mathematical Investigation into the decomposition of French Peasantry in the late Ancien Regime." 『岡山大学法文学部学術紀要』第15号、1962年[注釈 2]
- 「アンシャン・レジーム末期のフランスにおける農民層分解についての統計的試論」『岡山大学法文学部学術紀要』第22号、1966年[16]